# Vanessa Abrams
Vanessa Abrams é uma personagem fictícia de Gossip Girl. Ela é retratada por Jessica Szohr na série. Vanessa foi introduzida na primeira temporada como uma personagem de pequenas aparições, mas depois de uma temporada se tornou uma personagem recorrente devido à popularidade de sua personalidade. Deixou a série no final da quarta temporada.

## Nos Livros
Vanessa Abrams é uma garota do mesmo ano de Blair Waldorf e Serena van der Woodsen, porém tem uma vida bem diferente delas, já que veio de uma família típica de classe média e mora num apartamento simples. Vanessa sonha em ser cineasta e é por esse motivo que os pais a mandam para a excelente Constance Billard School, cuja dá mais chances as alunas a entrar em boas universidades. Vanessa sempre foi apaixonada por Dan, que de início não lhe dava bola, mais logo depois de um tempo ele se apaixonou por ela também.
Ela é careca e rebelde. Logo no início da de cara com Blair, mas as duas não se suportam. As garotas da escola acham lindo os cabelos dela, e em um surto de rebeldia, ela vai a barbearia durante um trabalho com Blair e raspa tudo, chocando todos.
Depois de um tempo, quando Blair quer sua independência sai a procura de apartamento, e Vanessa está só porque sua irmã Ruby sai em turnê com a banda. Então Blair e ela começam a morar juntas e,apesar das diferenças, viram amigas, respeitando uma a outra.
Ela e Dan possuem várias reviravoltas no namoro, mas no fim, se amam.
No livro, seu núcleo misturado ao da irmã Ruby é um dos mais divertidos, elas são do tipo rockeiras, não hippies como demonstrado na série. Ela nunca se envolveu com Nate Archibald e muito menos com Chuck Bass, ao contrário da série de TV.

## Na Série
- Ela estuda em casa e não na Constance Billard School, como nos livros.
- Os pais dela não concordaram que ela entrasse na faculdade, mas com o incentivo de Nate ela passa na NYU, mas nos livros seus pais querem que ela entre em uma boa faculdade.
- A irmã de Vanessa, Ruby, é apenas brevemente mencionada por ser integrante banda punk lésbica. Já nos livros, Ruby é uma personagem de destaque e é hetero.
- Ela transa com Chuck Bass para fazer ciúmes em Nate.
- Já se envolveu com Nate, Chuck e Dan. E até mesmo, Scott Rosson, filho de Lily van der Woodsen e Rufus Humphrey.
- Nomeada por muitos fãs como a 'mala' da série
- A partir da quinta temporada, a personagem sai do elenco fixo da série(mas pode voltar em participações especiais). No livro, a personagem vai até o final da série.

## Série de televisão

### Casting
Depois de seu sucesso na série What About Brian, Jéssica Szohr foi novamente escalada para interpretar uma adolescente de classe alta de Manhattan.
Na Teen Vogue ela como conseguiu o papel.

### Caracterização
A personagem entra no mundo rico de Manhattan e passa a ter interesse amoroso ocasional em seu antigo melhor amigo, Dan Humphrey.

## Recepção
Inicialmente prevista para aparecer em quatro ou cinco episódios, Vanessa Abrams teve sua participação ampliada após a interpretação de Jéssica Szohr, altamente elogiada pela Revista People em 2008.